# Championnat d'Islande de football de deuxième division
La 1. deild karla (littéralement 1re division masculine) est depuis 1996 le nom du championnat d'Islande de football de deuxième division, une compétition annuelle de football disputée entre les clubs islandais. Créé en 1955, il portait à l'origine le nom de 2. deild karla (littéralement 2e division masculine), à l'époque où le terme 1. deild karla désignait l'actuelle Pepsi-deild, le premier niveau du football islandais.
Depuis 2007, la 1. deild karla réunit douze clubs, contre dix auparavant. Chacun d'eux rencontre ses onze adversaires deux fois, pour un total de vingt-deux journées de championnat.
À la fin de la saison, le champion et son dauphin sont promus en Pepsi-deild, alors que les deux derniers sont relégués en 2. deild, le troisième niveau du football islandais. Exceptionnellement, en 2007, pour permettre le passage à douze clubs de la Landsbankadeild (nom de la première division à l'époque) lors de la saison 2008, trois équipes ont été promues à l'issue du championnat.

## Palmarès
- 1955 : ÍBA Akureyri
- 1956 : ÍB Hafnarfjörður
- 1957 : ÍBK Keflavík
- 1958 : Þróttur Reykjavík
- 1959 : ÍBA Akureyri
- 1960 : ÍB Hafnarfjörður
- 1961 : ÍB Ísafjörður
- 1962 : ÍBK Keflavík
- 1963 : Þróttur Reykjavík
- 1964 : ÍBA Akureyri
- 1965 : Þróttur Reykjavík
- 1966 : Fram Reykjavík
- 1967 : ÍBV Vestmannaeyjar
- 1968 : ÍA Akranes
- 1969 : Víkingur Reykjavík
- 1970 : Breiðablik Kopavogur
- 1971 : Víkingur Reykjavík
- 1972 : ÍBA Akureyri
- 1973 : Víkingur Reykjavík
- 1974 : FH Hafnarfjörður
- 1975 : Breiðablik Kopavogur
- 1976 : ÍBV Vestmannaeyjar
- 1977 : Þróttur Reykjavík
- 1978 : KR Reykjavik
- 1979 : Breiðablik Kopavogur
- 1980 : KA Akureyri
- 1981 : ÍBK Keflavík
- 1982 : Þróttur Reykjavík
- 1983 : Fram Reykjavík
- 1984 : FH Hafnarfjörður
- 1985 : ÍBV Vestmannaeyjar
- 1986 : Völsungur Húsavík
- 1987 : Víkingur Reykjavík
- 1988 : FH Hafnarfjörður
- 1989 : Stjarnan Garðabær
- 1990 : Víðir Garður
- 1991 : ÍA Akranes
- 1992 : Fylkir Reykjavík
- 1993 : Breiðablik Kopavogur
- 1994 : UG Grindavík
- 1995 : Fylkir Reykjavík
- 1996 : Fram Reykjavík
- 1997 : Þróttur Reykjavík
- 1998 : Breiðablik Kopavogur
- 1999 : Fylkir Reykjavík
- 2000 : FH Hafnarfjörður
- 2001 : Þór Akureyri
- 2002 : Valur Reykjavík
- 2003 : ÍBK Keflavík
- 2004 : Valur Reykjavík
- 2005 : Breiðablik Kopavogur
- 2006 : Fram Reykjavík
- 2007 : UG Grindavík
- 2008 : ÍBV Vestmannaeyjar
- 2009 : UMF Selfoss
- 2010 : Víkingur Reykjavík
- 2011 : ÍA Akranes
- 2012 : Þór Akureyri
- 2013 : Fjölnir Reykjavik
- 2014 : Leiknir Reykjavik
- 2015 : Vikingur Ólafsvík
- 2016 : KA Akureyri
- 2017 : Fylkir Reykjavik
- 2018 : ÍA Akranes
- 2019 : Grótta Seltjarnarnes
- 2020 : ÍBK Keflavík
- 2021 : Fram Reykjavik
- 2022 : Fylkir Reykjavik
- 2023 : ÍA Akranes
- 2024 : ÍBV Vestmannaeyjar